# Atrapado en el tiempo (álbum de Los Flechazos)
Atrapado en el tiempo es un disco-libro recopilatorio del grupo Los Flechazos perteneciente a la compañía discográfica DRO y también a la serie de disco-libros Edición Revisada y Remasterizada, está compuesto por 24 canciones.

## Lista de canciones
| N.º | Título                    | Duración |  |
| 1.  | «Un bidón de gasolina»    |          |  |
| 2.  | «Que alguien me ayude»    |          |  |
| 3.  | «El retrato»              |          |  |
| 4.  | «En esta ciudad»          |          |  |
| 5.  | «Surf de la botella»      |          |  |
| 6.  | «Callejear»               |          |  |
| 7.  | «Dame tu amor»            |          |  |
| 8.  | «En el club»              |          |  |
| 9.  | «Atrapado en el tiempo»   |          |  |
| 10. | «La reina del muelle»     |          |  |
| 11. | «Quiero regresar»         |          |  |
| 12. | «Portadas en el Vogue»    |          |  |
| 13. | «Chicas, chicas, chicas»  |          |  |
| 14. | «No quiero verte llorar»  |          |  |
| 15. | «Suzette»                 |          |  |
| 16. | «Luces rojas»             |          |  |
| 17. | «A toda velocidad»        |          |  |
| 18. | «Me estoy cansando»       |          |  |
| 19. | «Daño»                    |          |  |
| 20. | «Lágrimas negras»         |          |  |
| 21. | «Viviendo en la era pop»  |          |  |
| 22. | «La chica de Mel»         |          |  |
| 23. | «Vuelvo a casa»           |          |  |
| 24. | «Ella me hace enloquecer» |          |  |